# Luis Perdomo
Luis M. Perdomo (27 de abril de 1984, San Cristóbal, República Dominicana) es un lanzador dominicano de Grandes Ligas que se encuentra en la organización de los Mellizos de Minnesota. Mide 6'0" de estatura y pesa 170 libras.

## Carrera
Originalmente firmado por los Indios de Cleveland, Perdomo jugó para GCL Indians en 2006, terminando con récord de 0-2 con una efectividad de 3.79 en 18 apariciones como relevista. Ponchó a 28 bateadores en 19 entradas de trabajo. En 2007, jugó para Lake County Captains, donde tuvo récord de 4-6 con una efectividad de 3.27 en 56 apariciones como relevista. Realizó 81 ponches en 66 entradas de trabajo. Dividió la temporada 2008 entre Kinston Indians, Akron Aeros y Springfield Cardinals, después de que fuera cambiado a la organización de los Cardenales de San Luis el 26 de julio de 2008 por Anthony Reyes. En conjunto, tuvo un récord de 7-3 con una efectividad de 2.36 en 55 apariciones como relevista. Ponchó a 82 bateadores en 72 entradas y un tercio.
Fue seleccionado por los Gigantes de San Francisco en el Draft de Regla 5. Fue reclamado en waivers por los Padres de San Diego el 10 de abril de 2009. Hizo su debut en Grandes Ligas con los Padres contra los Mets de Nueva York el 15 de abril de 2009. En la temporada 2009, Perdomo fue utilizado sobre todo en situaciones de bajo nivel. Hizo una aparición para los Padres en el 2010 el 29 de agosto, lanzando una entrada.
El 17 de noviembre de 2011, Perdomo firmó un contrato de ligas menores con los Mellizos de Minnesota.